# Heterochroma chlorographa
Heterochroma chlorographa là một loài bướm đêm trong họ Noctuidae.